# Fabrizio del Carretto
Fabrizio del Carretto fou Gran Mestre de l'Hospital entre 1513 i 1521. D'origen italià va viure els últims anys de l'orde a l'illa de Rodes.